# هاينكل هي 162
هينكل هي 162 فولكسباجر ( الألمانية، "مقاتلة الشعب")، اسم مشروع مسابقة تصميم لبرنامج مقاتل الطوارئ، كانت طائرة مقاتلة ألمانية ذات محرك واحد، تعمل بالطاقة النفاثة خدمت في سلاح الجو النازي لوفتفافه في الحرب العالمية الثانية. تم تصميمها وبناؤها بسرعة وصُنعت في المقام الأول من الخشب حيث كانت المعادن قليلة جدًا وتم منح الأولوية للطائرات الأخرى. بدأ مشروع لصناعة طائرات دفاعية صغيرة الحجم وقليلة التكاليف وقابلة حتى للطيران من الطيارين المبتدئين أو حتى عديمي الخبرة. كان تصميم هذه الطائرة الرابح في مسابقة لتصميم طائرات جديدة، وخلال 3 أشهر فقط انتقلت الطائرة من تصميم على الورق إلى مرحلة التصنيع. كان فولكسياجر هو الاسم الرسمي لوزارة طيران الرايخ لمسابقة برنامج التصميم الحكومي التي فازت بها هي 162. الأسماء الأخرى التي أعطيت للطائرة تشمل سلمندر، الذي كان الاسم الرمزي لبرنامج البناء الخاص بها، وSpatz ("Sparrow") ، وهو الاسم الذي أطلقه هينيكل على الطائرة. فشلت الطائرة حيث أثبتت أنها أصعب للتوجيه من الطائرات المعتادة، ومن الناحية الثانية فقد كان تصميمها سيئاً للغاية خاصة مع أجنحتها الخشبية التي سقط أحدها من الطائرة في أول تجربة طيران لها.

## التصميم

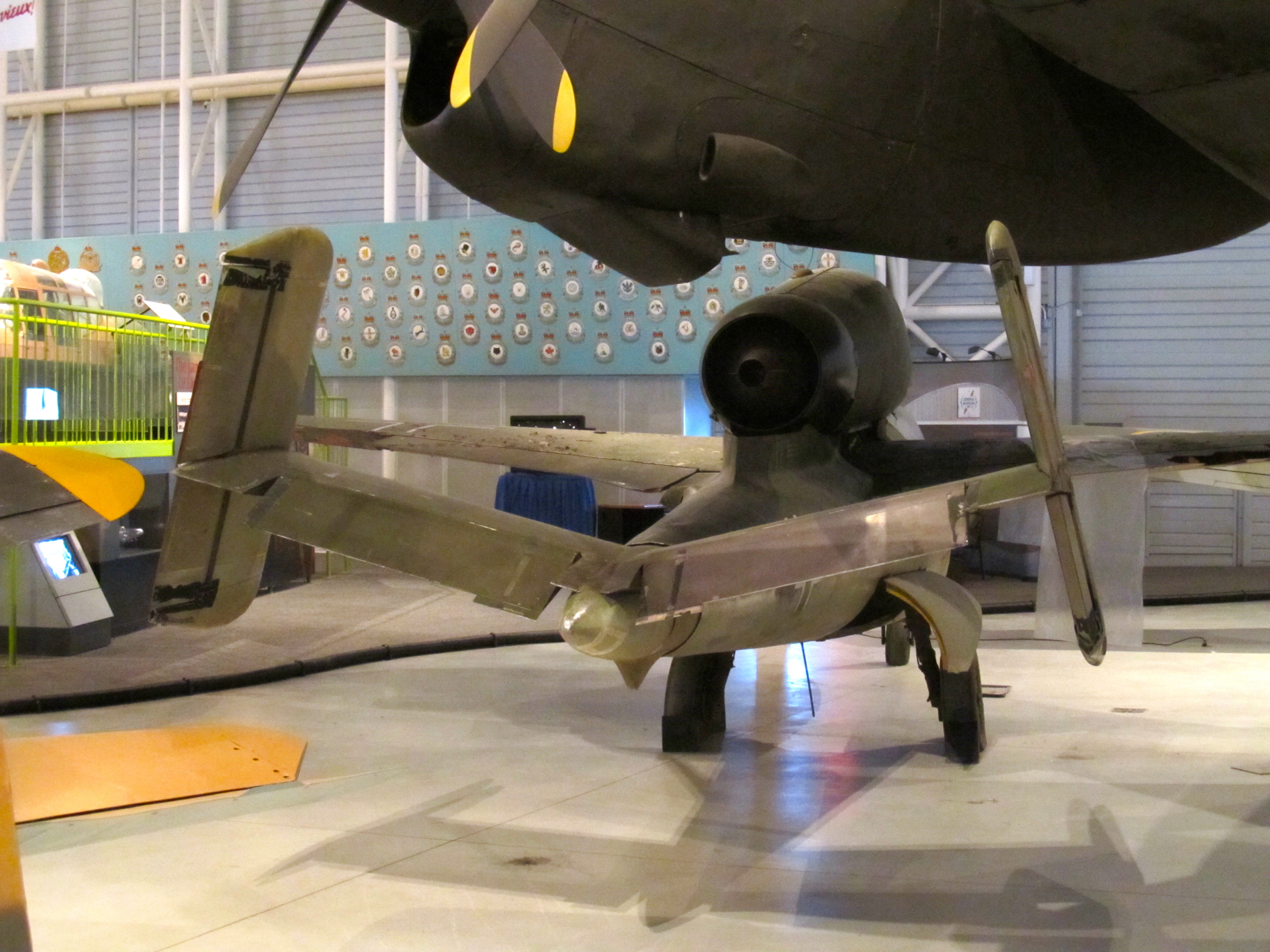
ذيل طائرة هي 162

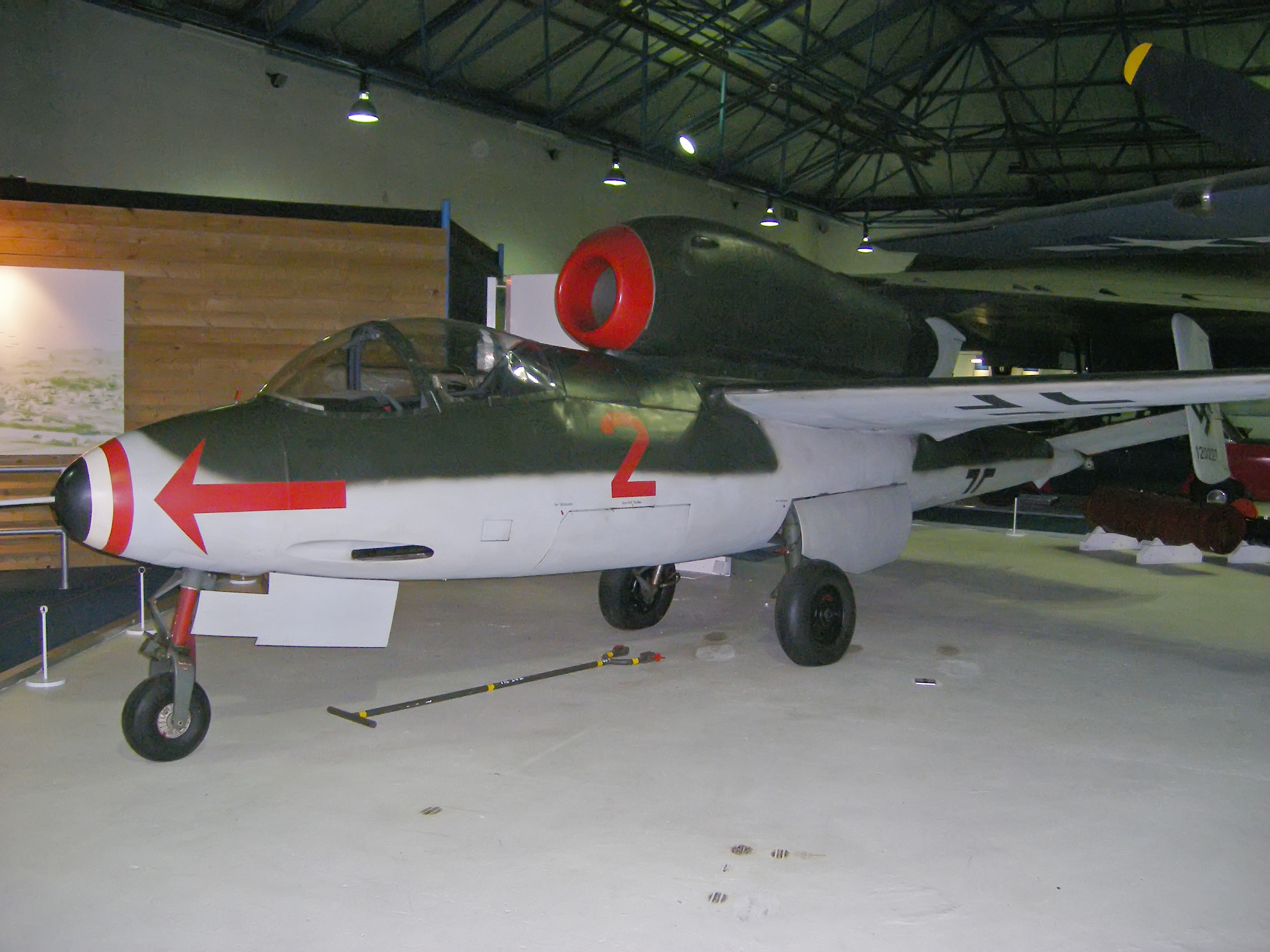
أسبوع. رقم 120227 ، متحف RAF ، لندن
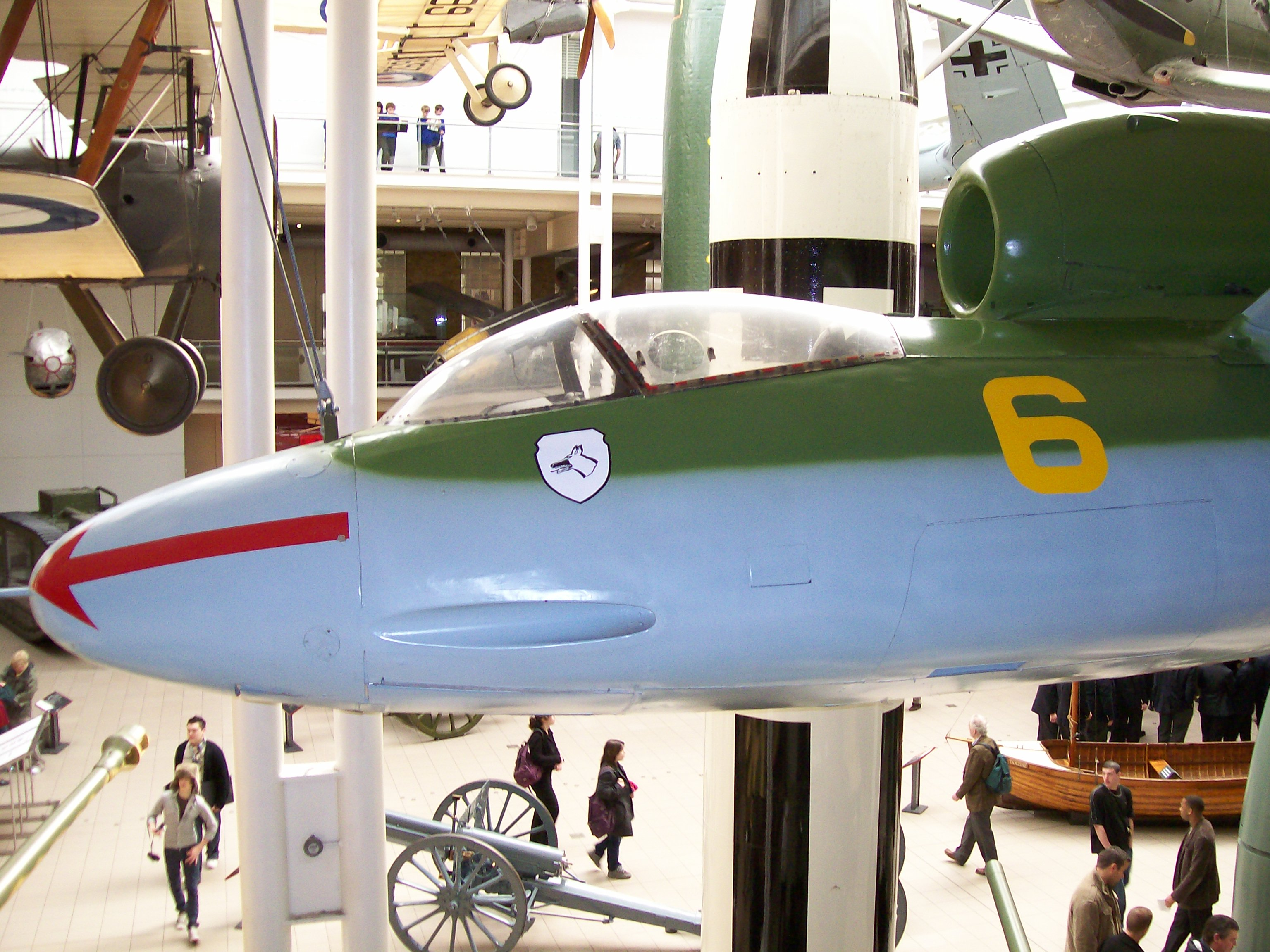
أسبوع. رقم 120235 ، متحف الحرب الامبراطوري ، لندن (انتقل الآن إلى دوكسفورد)
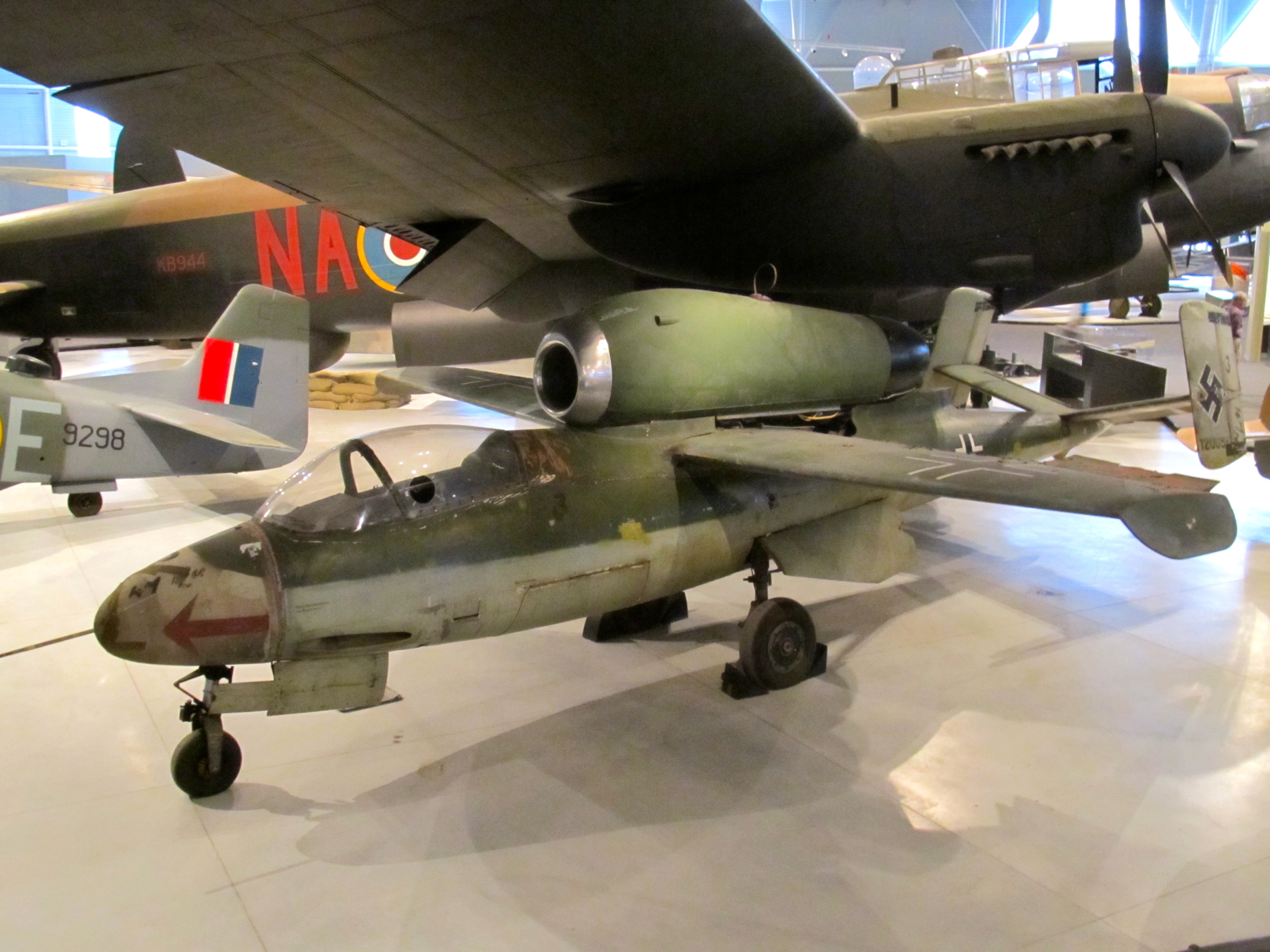
أسبوع. رقم 120086 ، متحف كندا للطيران والفضاء ، أوتاوا